# Bandera de Illinois
La bandera de Illinois, en su forma actual, fue adoptada de manera oficial el 27 de junio de 1969.

## Historia
La primera bandera de Illinois fue diseñada en 1912 por Lucy Derwent, cuya propuesta resultó ganadora, entre 35 participantes, de un concurso organizado por las Hijas de la Revolución Americana. Consistía en un campo blanco que contenía el sello estatal. Fue adoptada oficialmente el 6 de julio de 1915, tras ser aprobada por ambas cámaras de la Asamblea General de Illinois.
Un proyecto de ley destinado a modificar el diseño original de 1915, agregando la palabra «Illinois» bajo el sello, fue propuesto por el representante Jack Lansing y aprobado por la Asamblea General y el gobernador Richard B. Ogilvie el 17 de septiembre de 1969. Ogilvie creó entonces un comité para que desarrollara una normativa de diseño de la nueva bandera, con el fin de asegurar la uniformidad de la reproducción de los colores y el diseño entre los fabricantes de banderas. La nueva enseña fue adoptada oficialmente el 27 de junio de 1969.